# Jornal A Tribuna
Fundado em 22 de setembro de 1938, o jornal A Tribuna é o jornal do Espírito Santo, tendo sido eleito duas vezes o “Melhor Jornal Regional do Brasil” (Editora Referência/Prêmio Veículos de Comunicação) e “Melhor Veículo do Espírito Santo” (premiado 10 vezes pela Confederação Nacional de Dirigentes Lojistas – CNDL).
Líder no Espírito Santo, A Tribuna circula em todo o Estado e, também, em cidades do norte do Rio de Janeiro, sul da Bahia, leste de Minas Gerais e em Brasília.

## História
Fundado em 22 de setembro de 1938 por Wallace Tadeu e Heráclito Duque de Freitas, na cidade de Vitória, capital do Espírito Santo, que apostaram em um novo estilo de fazer jornal: manchetes em corpo enorme nas capas e nas páginas centrais, muitas ilustrações, farta cobertura esportiva, linguagem forte, publicações de muita informação de utilidade pública, um autêntico jornal popular.
O jornal A Tribuna funcionou inicialmente na Esplanada Capixaba, hoje Av. Jerônimo Monteiro. Já em 1941, estampava na capa o slogan "O jornal do Espírito Santo". Em 1968, o jornal é adquirido pelo Grupo João Santos, que o controla até os dias de hoje.
Em 1971 o jornal é transferido para a sede própria, na Ilha de Santa Maria.
Em 2 de fevereiro de 1987, o jornal A Tribuna circula pela primeira vez em formato tabloide, passando a valorizar os fatos cotidianos, e ainda mais as notícias esportivas e policiais. A redação também foi informatiza – pioneira no Estado – com terminais de computadores para os jornalistas.
Já nessa época, o jornal A Tribuna fazia parte de uma rede de comunicação que incluía a rádio Tribuna FM Cachoeiro (fundada em 30 de setembro de 1979), Tribuna FM Vitória (fundada em 30 de março de 1980), Tribuna AM (fundada em 23 de outubro de 1983) e TV Tribuna (fundada em 29 de março de 1985)[carece de fontes?]
Em 22 de novembro de 1995 o jornal estreia um novo projeto gráfico especialmente encomendado à Universidade de Navarra, Espanha e elaborado pela empresa Innovation Media Cunsulting. O jornal vem moderno, arrojado, e pela primeira vez em cores. Paralelamente, o jornal também investiu em recursos técnicos, como uma moderna impressora capaz de imprimir até 45.000 exemplares de 1té 48 páginas por hora.
Em 1997 o jornal A Tribuna obtém o maior índice de crescimento em percentual do País, com médias de 47,95% em dias úteis e 79,34% aos domingos, de acordo com o IVC - Instituto Verificador de Circulação e em 1999 o jornal se consolida como líder em circulação na Grande Vitória, em vendas e em número de leitores.
Atualmente A Tribuna é líder em todo o Espírito Santo, de domingo a domingo, e ocupa posição de destaque entre os maiores jornais em circulação no Brasil (IVC-Instituto Verificador de Comunicação).